# Frank Vincent
Frank Vincent Gattuso (North Adams, 15 de abril de 1937 – Nova Jersey, 13 de setembro de 2017), mais conhecido apenas pelo nome artístico Frank Vincent, foi um ator, dublador, músico, escritor e investidor ítalo-americano.

## Biografia
Vincent nasceu a 15 de abril de 1937  em North Adams, Massachusetts , mas cresceu na cidade de New Jersey. Vincent teve dois irmãos: Nick e Jimmy. Seu pai, chamado também Frank Vincent Gattuso, era um operário de ferro. Foi pai de seis filhos.

## Carreira
Entre seus papéis mais notáveis, interpretou Phil Leotardo na série da HBO, The Sopranos, além de Salvatore de Touro Indomável, filme de Martin Scorsese. Também teve participação em Cassino, como um mafioso companheiro de Tommy, vivido por Joe Pesci, e também em Os Bons Companheiros, onde interpreta o membro da família Gambino Billy Batts.
Em 2001, Vincent emprestou sua voz ao Don da Máfia, Salvatore Leone, no controverso e famoso jogo eletrônico Grand Theft Auto III. Posteriormente voltou a esse papel em Grand Theft Auto: San Andreas (2004) e Grand Theft Auto: Liberty City Stories (2005).
Em 2006, lançou seu primeiro livro, A Guy's Guide to Being a Man's Man, que recebeu críticas positivas. Seu ídolo era Dean Martin.
No verão de 2008, interpretou Lieutenant Marino no altamente antecipado filme independente The Tested dirigido por Russell Costanzo e em 2009, fez uma aparição ao lado do ator dos Sopranos, Steve Schirripa, no episódio de Stargate Atlantis, "Vegas".

## Morte
Frank Vincent sofreu um ataque cardíaco durante uma cirurgia em 13 de setembro de 2017, não resistiu e veio a falecer durante a operação aos 80 anos.

## Filmografia
- O Espanta Tubarões (2004), Great White #3 (voz)
- Ela É Inesquecível (2000)
- Mafiosos em Apuros (2000)
- Um Tira à Beira da Neurose (2000)
- De Cabeça Para Baixo (1999), Sal
- Inimigo Oculto (1999), Eddie Torelli
- Money Kings - No Submundo do Jogo (1998)
- Testemunha da Máfia (1998) (Feito para TV), Frankie DeCicco
- Cop Land (1997)
- Gotti - No Comando da Máfia (1996)
- Nosso Tipo de Mulher (1996)
- Sombras da Lei (1996), Capitão
- Cassino (1995), Frank Marino
- Febre da Selva (1991)
- Pensamentos Mortais (1991)
- Os Bons Companheiros (1990), Billy Batts
- Faça a Coisa Certa (1989)
- Quem Tudo Quer, Tudo Perde (1986)
- Nos Calcanhares da Máfia (1984)
- Touro Indomável (1980), Salvatore